# استودیوی فیلم
استودیوی فیلم (به انگلیسی: Film studio) (همچنین به عنوان استودیو نیز شناخته می‌شود) یک شرکت بزرگ سرگرمی و فیلم سازی است که دارای امکانات اختصاصی استودیو خصوصی خود یا امکانات مورد استفاده برای ساخت فیلم است که توسط شرکت تولیدی مورد استفاده قرار می‌گیرد. اکثریت این نوع شرکت‌های صنایع سرگرمی هرگز تجهزات خود را کامل در اختیار ندارند، اما فضای اجاره ای را از شرکت‌های دیگر دریافت کرده‌اند. 
بزرگترین استودیوی فیلمسازی جهان راموجی فیلم سیتی در حیدرآباد (هند) است.

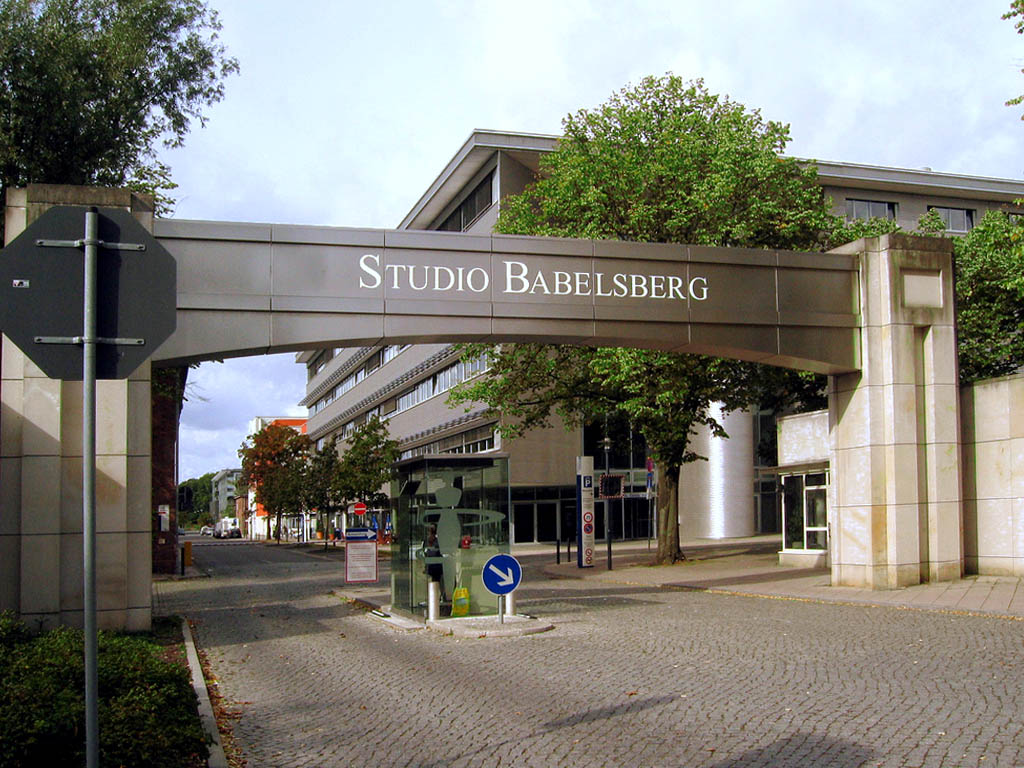
استودیو بابلسبرگ نزدیک برلین اولین استودیوی فیلم در مقیاس بزرگ در جهان و پیشگام در هالیوود بود. هنوز هر ساله فیلم‌ها را تولید می‌کند.